# Março
O mês de março (AO 1945: Março) é o terceiro mês do ano no calendário gregoriano e um dos sete meses com 31 dias.
Março se inicia (astrologicamente, não sideralmente) com o sol no signo de Peixes e termina no signo de Áries. Astronomicamente falando, o Sol inicia na constelação de Aquarius e termina na constelação de Pisces.
Março no Hemisfério sul é o sazonal equivalente a setembro no Hemisfério norte. Por volta de 21 de março, o Sol cruza o equador celestial rumo ao norte; é o equinócio de março, começo da primavera no Hemisfério Norte e do outono no Hemisfério Sul.
O nome "março" surgiu na Roma Antiga, quando era o primeiro mês do ano e chamava-se Martius, de Marte, o deus romano da guerra. Em Roma, onde o clima é  mediterrânico, março é o primeiro mês da primavera, um evento lógico para se iniciar um novo ano, bem como para que se comece a temporada das campanhas militares.
O ano iniciava em 1 de março na Rússia até o final do século XV. O Reino da Grã-Bretanha e suas colônias continuaram a utilizar o dia 25 de março para iniciar o ano até 1752, no mesmo ano eles finalmente adotaram o calendário gregoriano. Muitas outras culturas e religiões ainda celebram até hoje o Ano-Novo em março.
Em finlandês, o mês é chamado de maaliskuu, que tem origem em maallinen kuu significando o mês terrestre. Isto é porque em maaliskuu a terra começa a aparecer sob a neve derretida.
Historicamente os nomes para março incluem o termo saxão Lenctmonat, dado ao equinócio. Os saxões também chamavam março de Rhed-monat ou Hreth-monath (devido a seu deus Rhedam/Hreth) e os anglos chamavam-no de Hyld-monath.
No calendário judaico, o fim de fevereiro e o começo de março é chamado de adar, o último mês, enquanto que o fim de março e começo de abril é chamado de nisã, e é considerado o primeiro mês.
A Igreja dedica o mês de Março em devoção especial a São José.

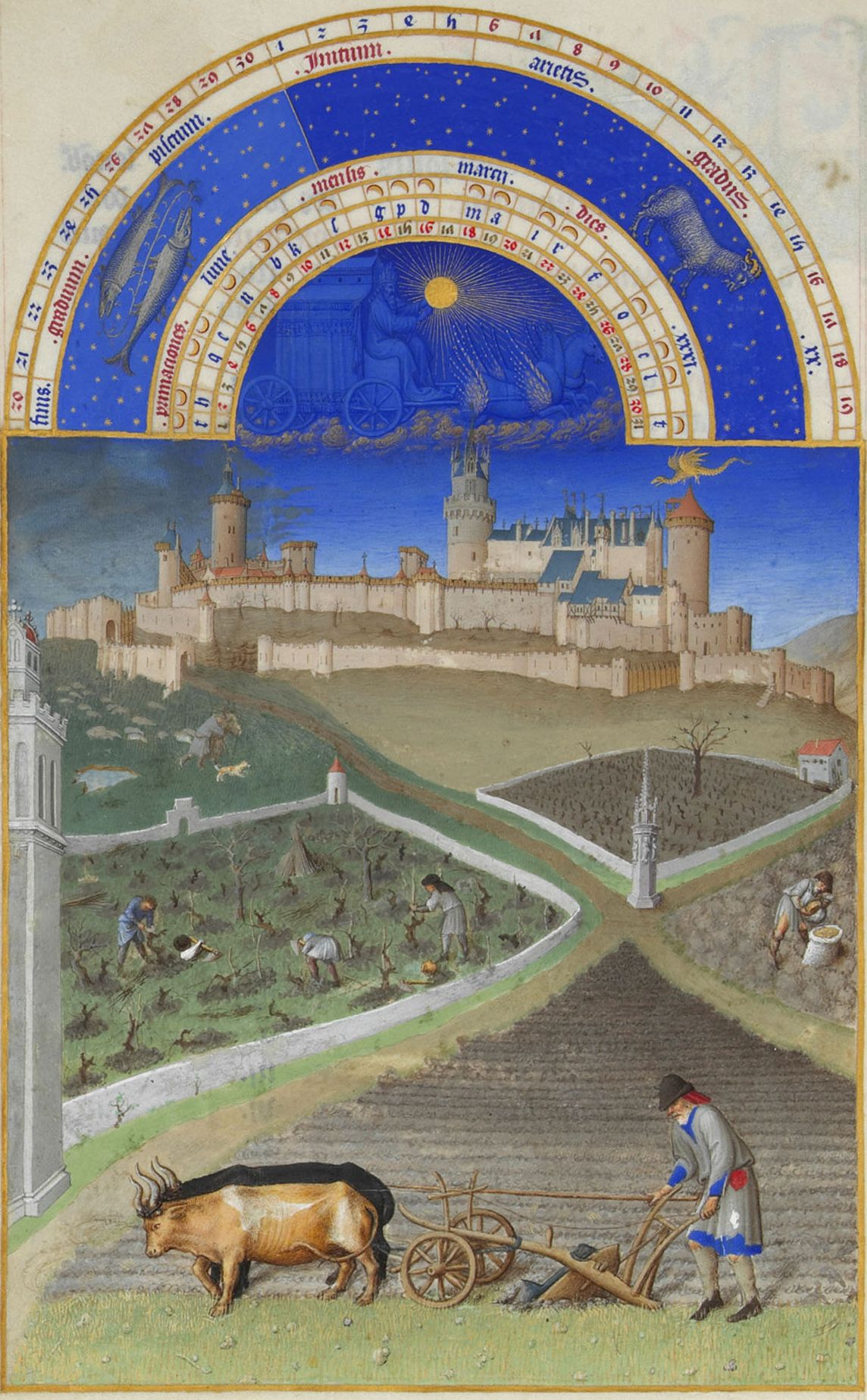
Março pelas Les Trés Riches Heures du duc de Berry.

## Datas comemorativas
- Terça-feira de Carnaval (3 de fevereiro a 9 de março em ano não bissexto ou 4 de fevereiro a 9 de março em ano bissexto)
- Quarta-feira de cinzas (uma quarta-feira entre 4 de fevereiro e 10 de março em ano não bissexto ou 5 de fevereiro a 10 de março em ano bissexto)
- O equinócio chamado de vernal ou equinócio de primavera no hemisfério norte e o equinócio de outono no hemisfério sul ocorre em datas variadas de 19 de março a 21 de março (em UTC).
- Páscoa (em algum domingo entre 22 de março e 25 de abril)
- 1 de março - Dia Internacional da Proteção Civil e emancipação de São Sebastião da Bela Vista (Minas Gerais)
- Primeira sexta-feira de março - Dia Mundial da Oração
- 8 de março - Dia Internacional da Mulher
- 12 de março - Dia do Bibliotecário (Brasil)[1]
- 15 de março - Dia da Escola
- 17 de março - Dia de São Patrício (padroeiro de Nova York e da Irlanda)
- 18 de março - Dia Nacional DeMolay (Brasil)
- 19 de março - Dia de São José (patrono da Igreja, dos pais e dos carpinteiros)
- 21 de março
  - Dia Internacional da Síndrome de Down
  - Dia da Árvore (segundo a ONU)
- 22 de março - Dia Mundial da Água
- 31 de março - Dia Internacional da Visibilidade Trans

### Catolicismo
- Dia de São Davi de Gales (1 de março)
- Dia de Santa Rosa de Viterbo (6 de março)
- Dia de Santas Perpétua e Felicidade (7 de março)
- Dia de Nossa Senhora das Lágrimas e São João de Deus (8 de março)
- Dia de São Domingos Sávio e Santa Francisca Romana (9 de março)
- Dia de São Longuinho (15 de março)
- Dia de São Patrício (17 de março)
- Dia de São Cirilo de Jerusalém (18 de março)
- Dia de São José (19 de março)
- Dia da Anunciação á Virgem Maria (25 de março)

## Nascimentos

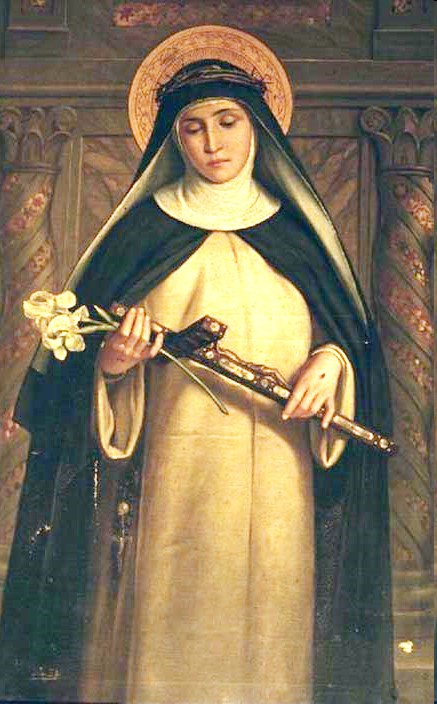
Catarina de Siena

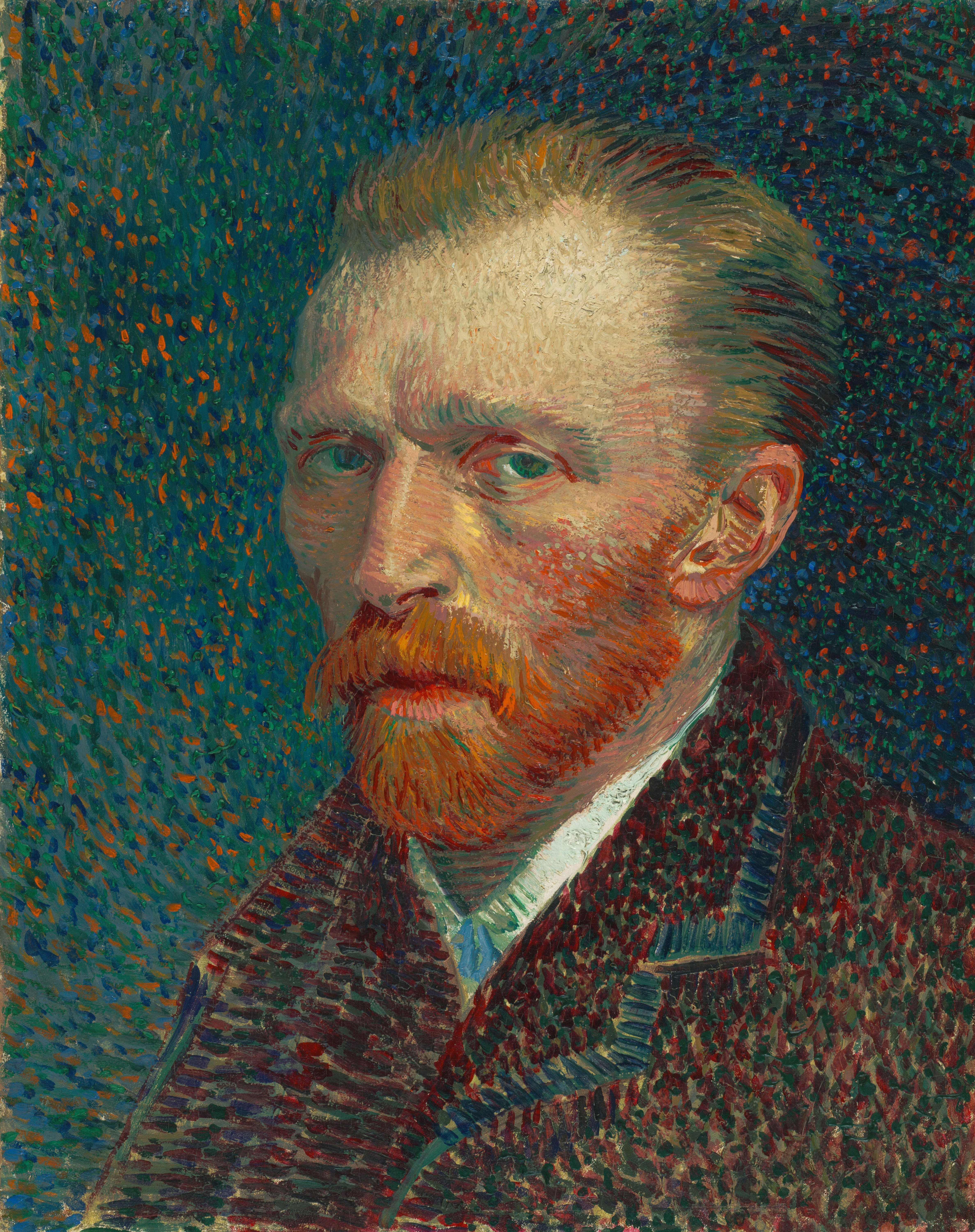
Vincent van Gogh

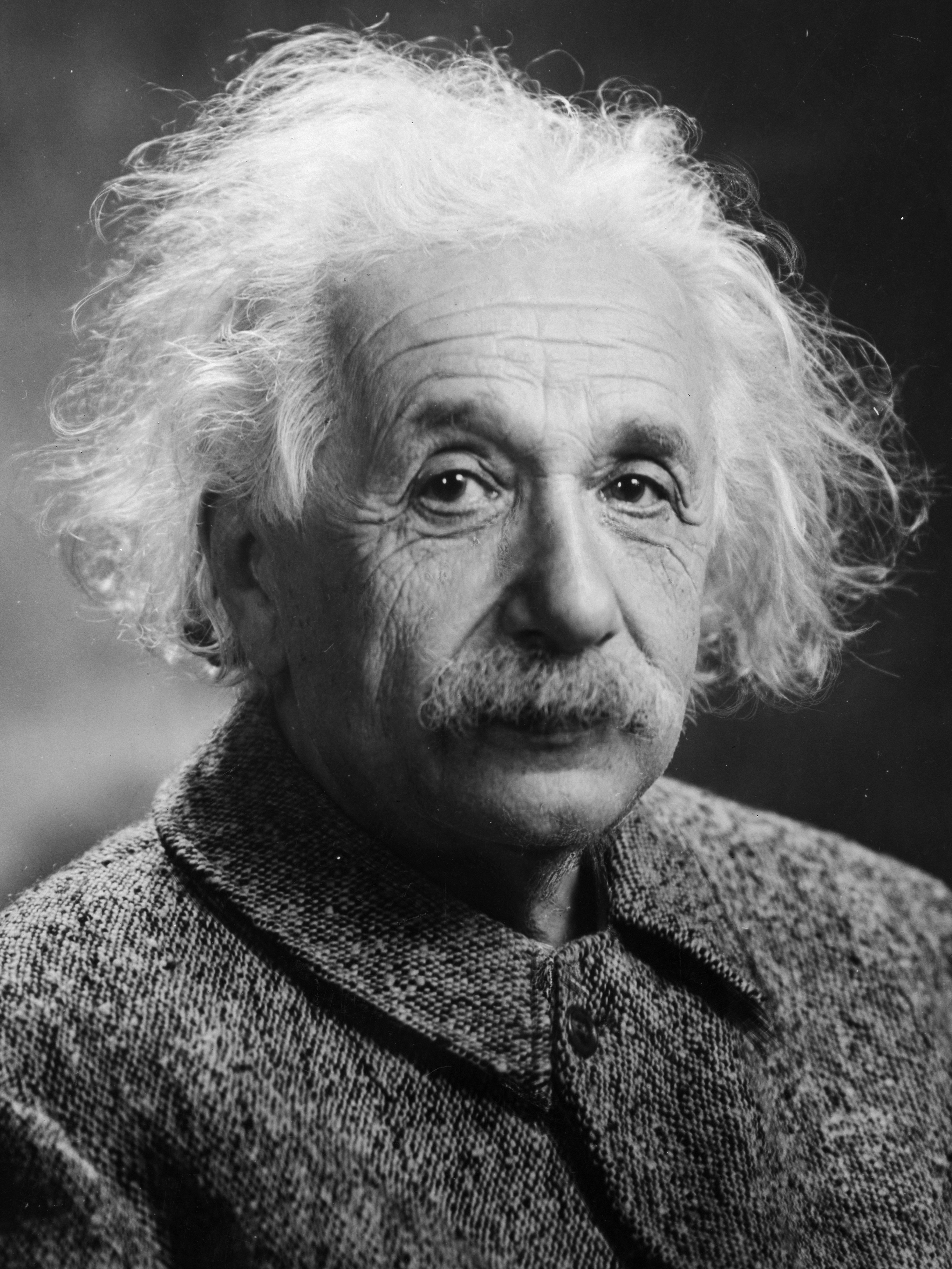
Albert Einstein

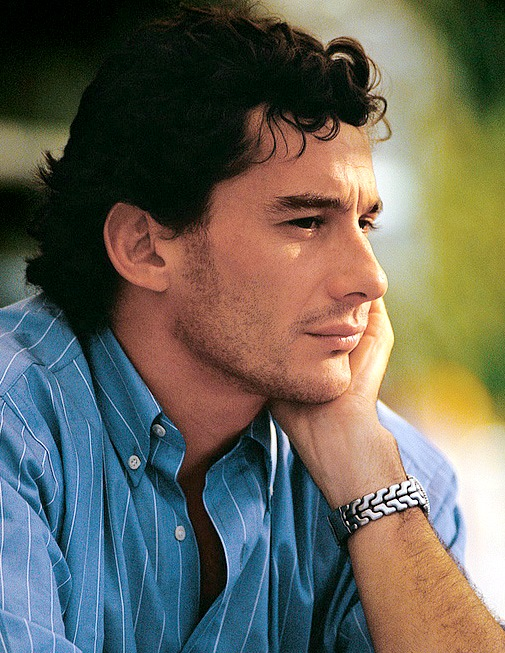
Ayrton Senna

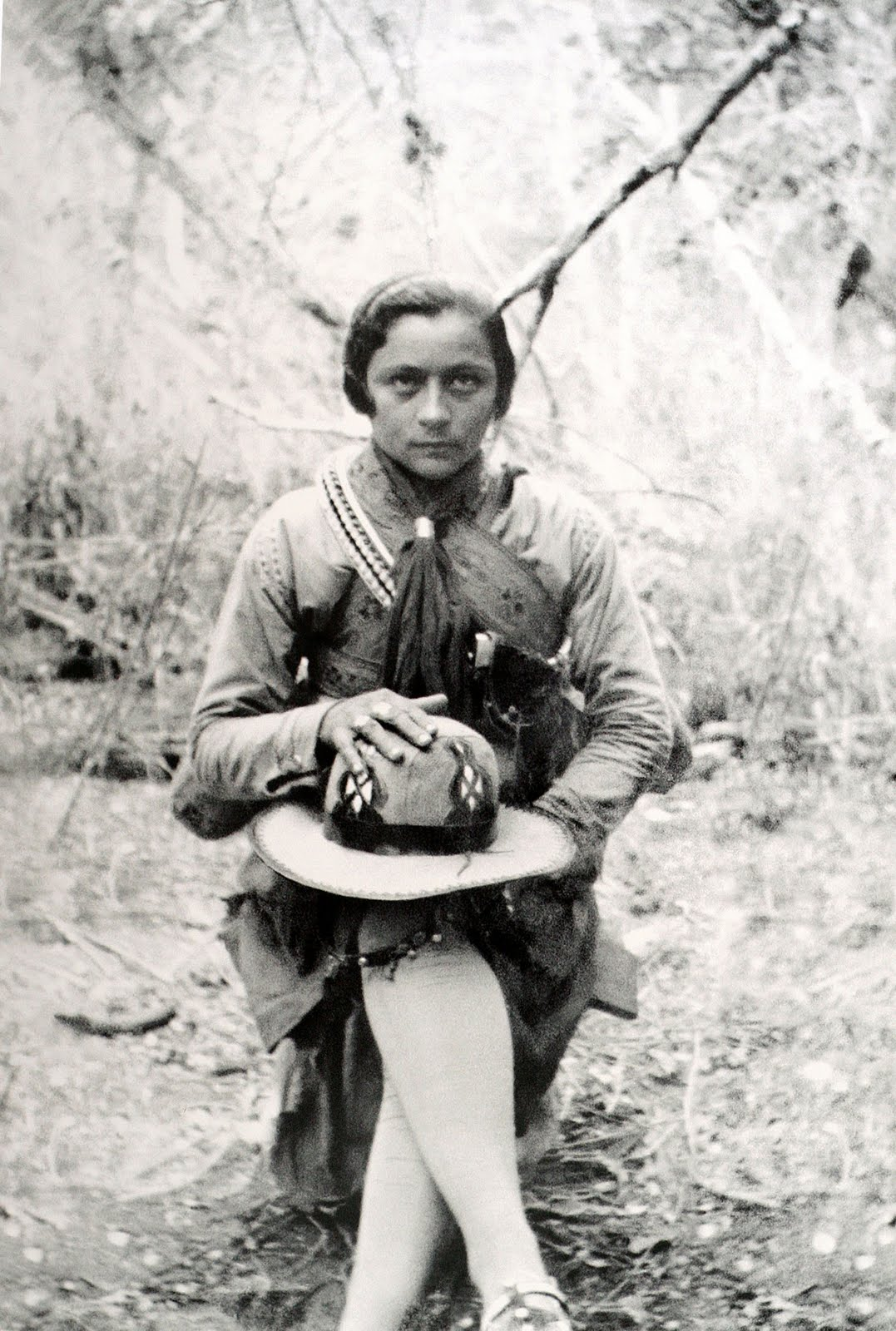
Maria Bonita

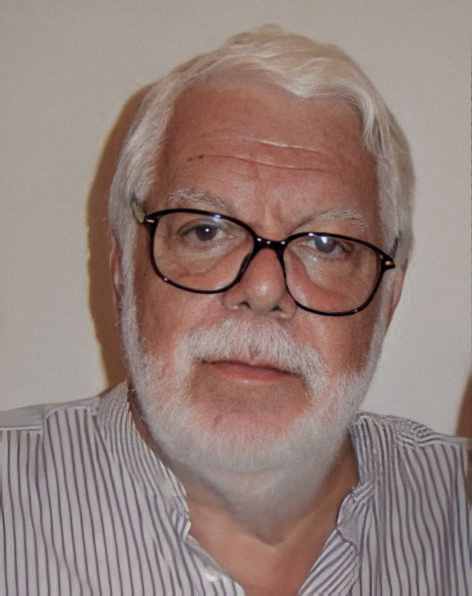
Manoel Carlos

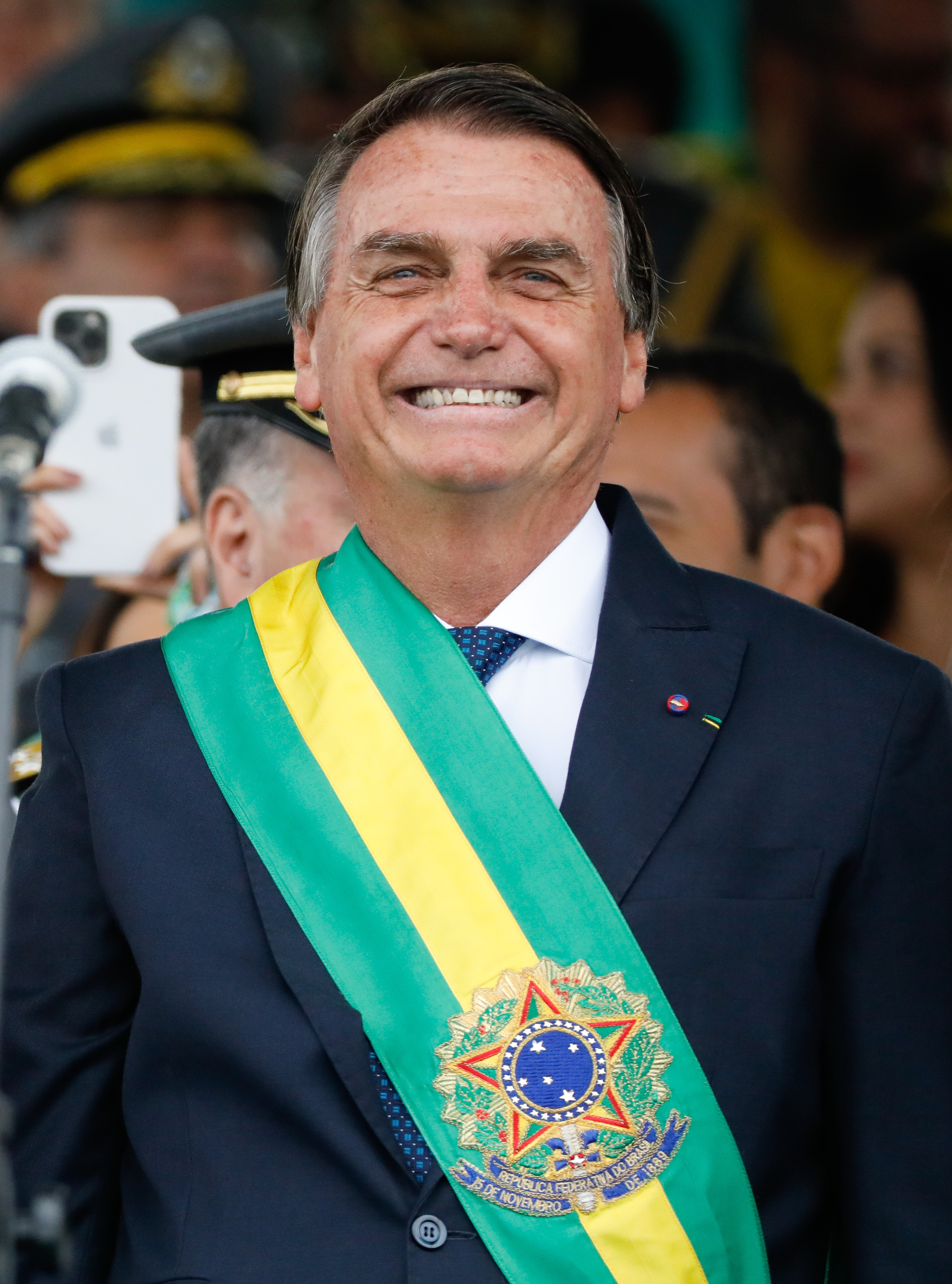
Jair Bolsonaro

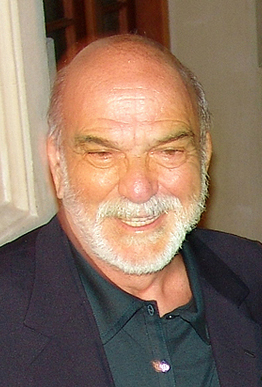
Lima Duarte

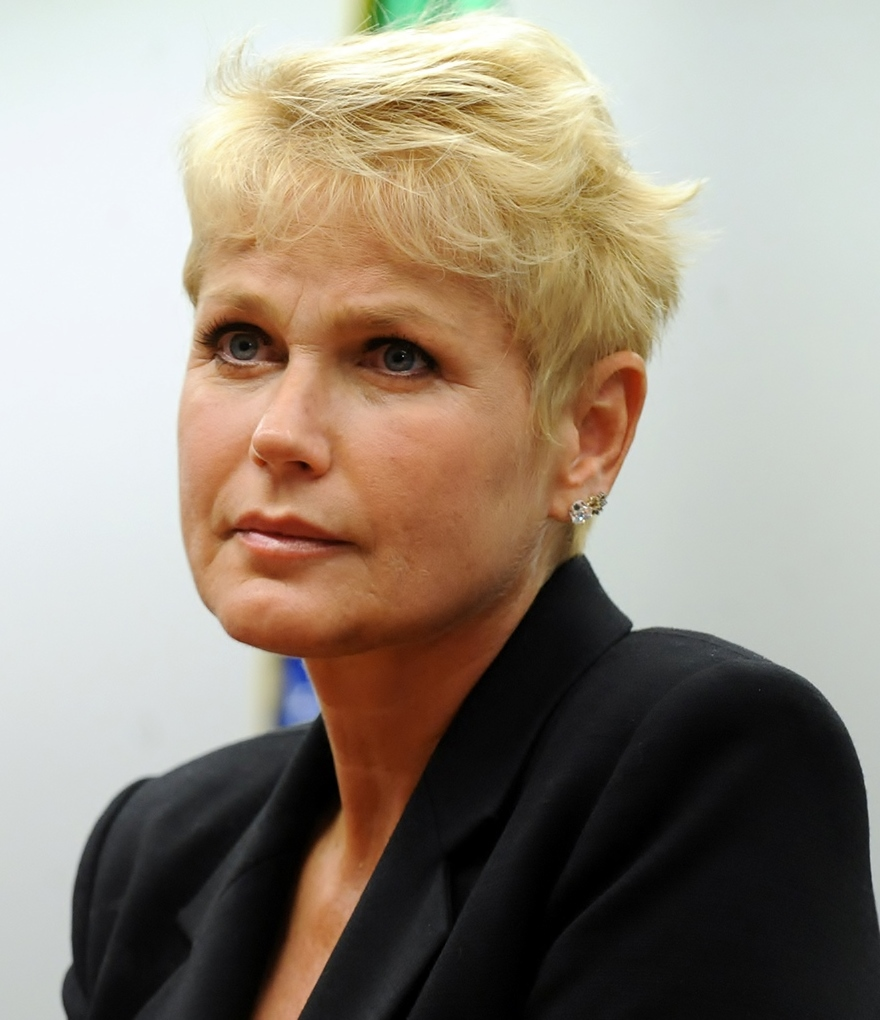
Xuxa

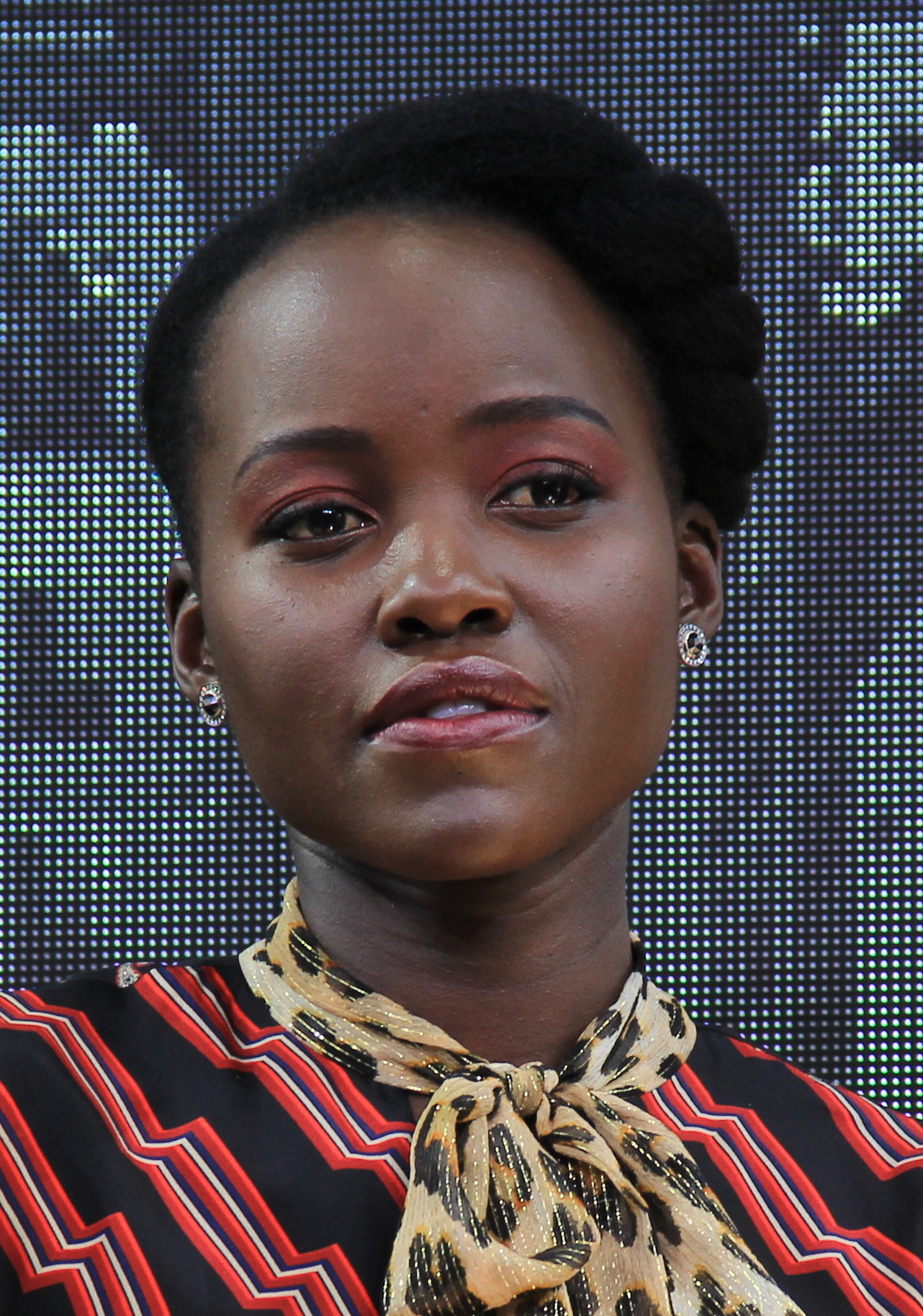
Lupita Nyong`o

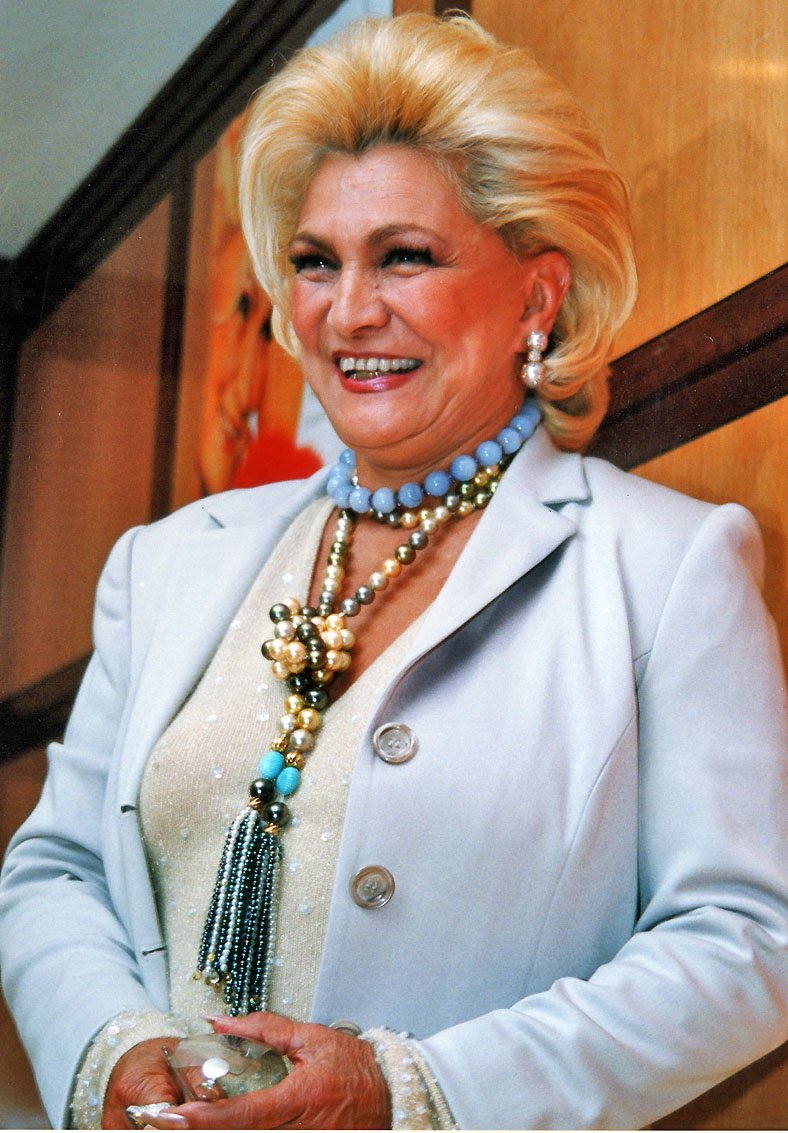
Hebe Camargo

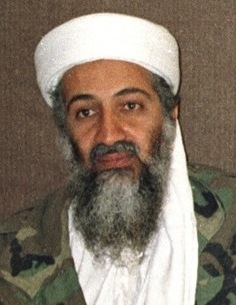
Osama Bin Laden

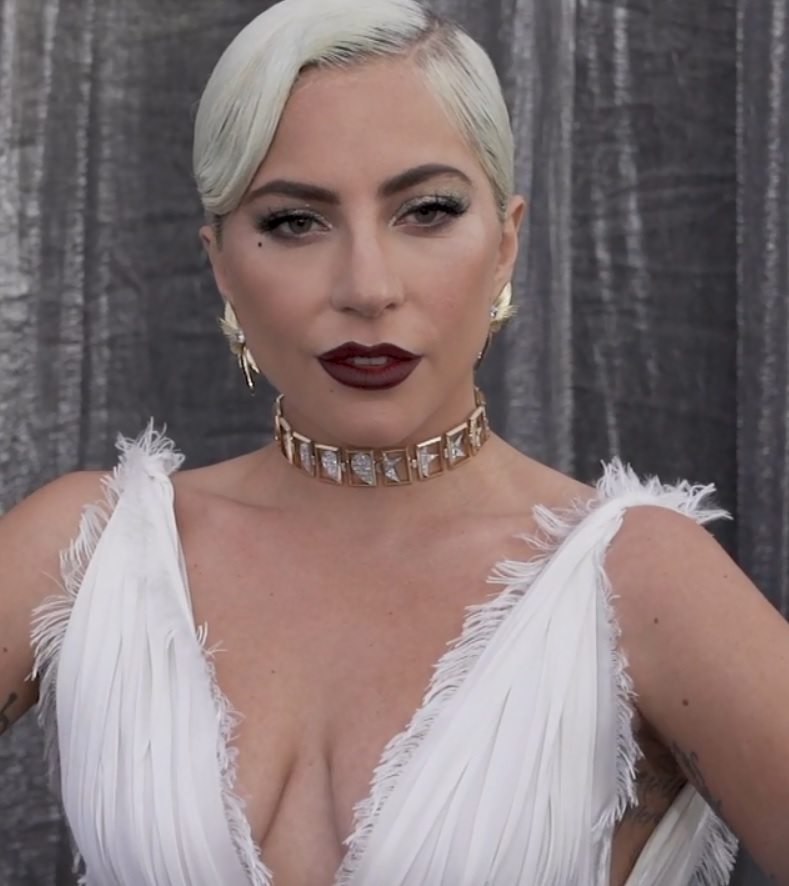
Lady Gaga

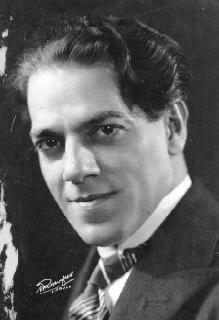
Heitor Villa-Lobos

Elis Regina

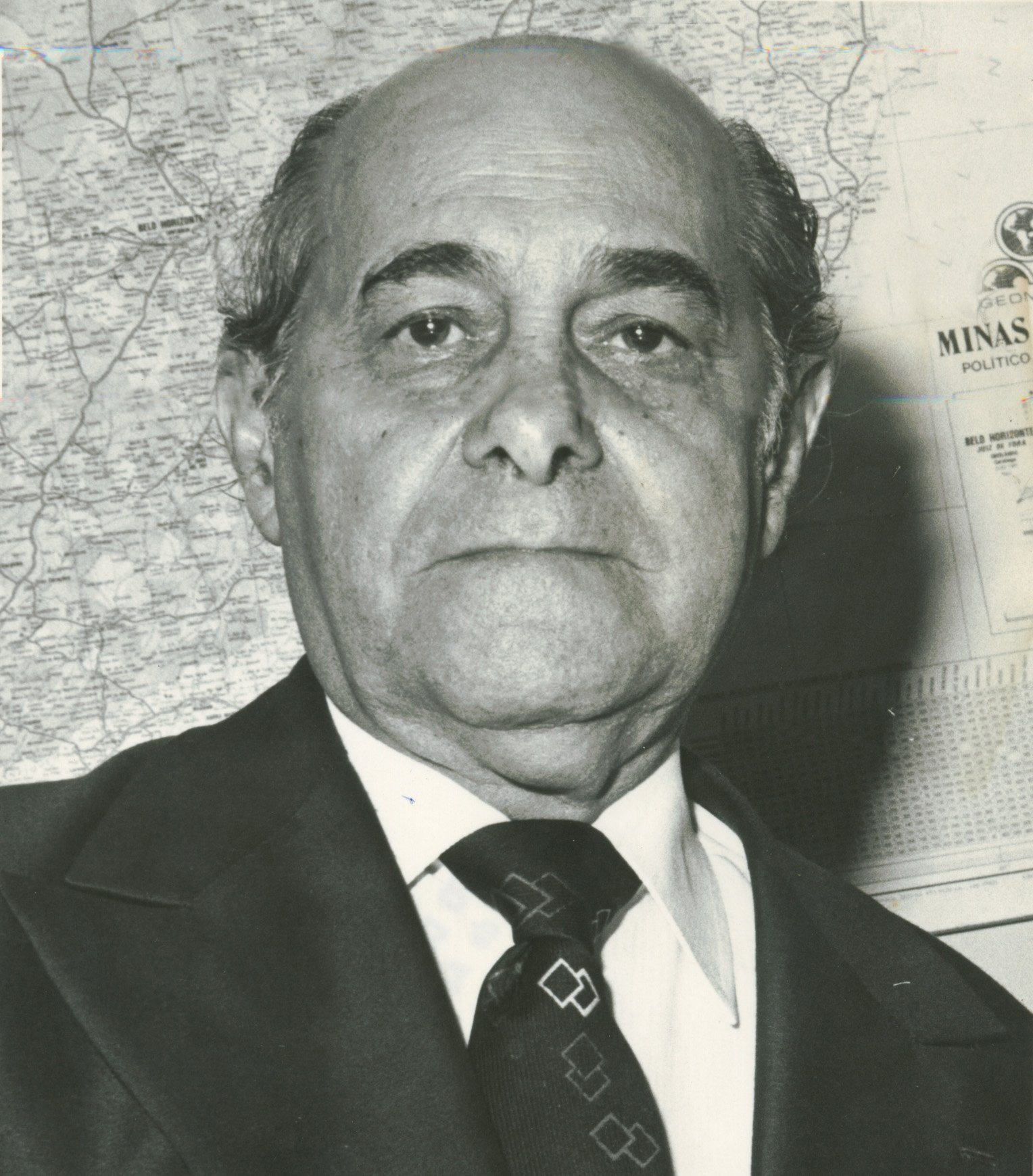
Tancredo Neves

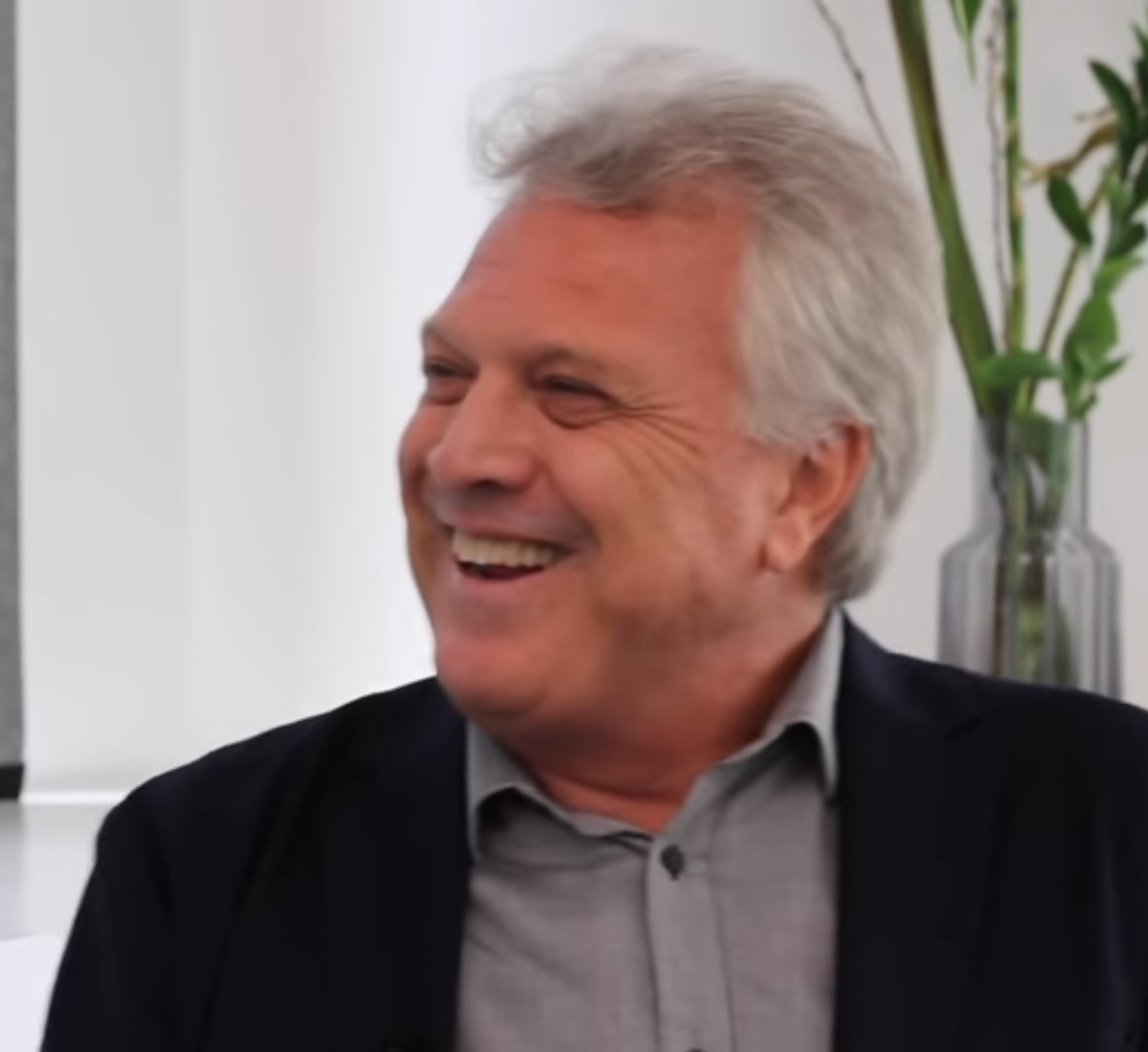
Pedro Bial

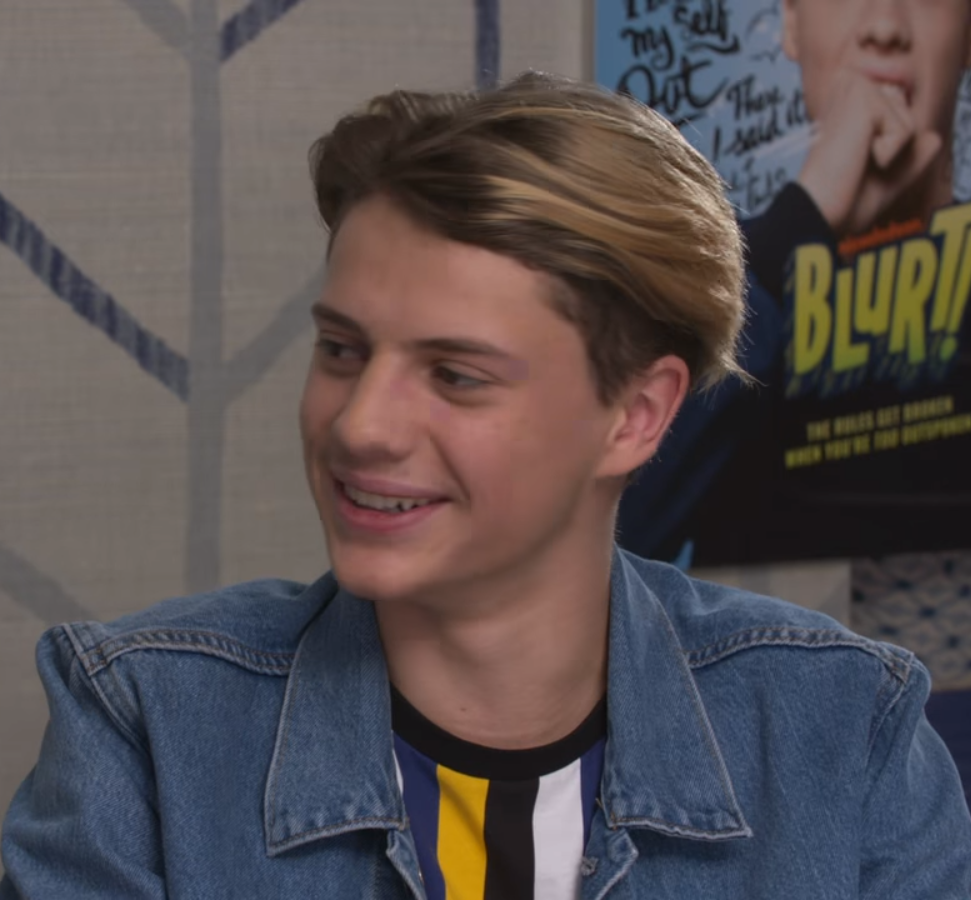
Jace Norman

- 1 de março de 1432 — Isabel de Avis, Rainha de Portugal (m. 1455).
- 1 de março de 1969 — Javier Bardem, ator espanhol.
- 1 de março de 1981 — Ana Hickmann, modelo e apresentadora de TV brasileira.
- 1 de março de 1983 — Lupita Nyong'o, atriz quênio-mexicana.
- 1 de março de 1987 — Kesha, cantora e compositora estado-unidense.
- 1 de março de 1994 — Justin Bieber, cantor e compositor canadense.
- 2 de março de 1810 — Papa Leão XIII (m. 1903).
- 2 de março de 1824 — Bedřich Smetana, compositor tcheco (m. 1884).
- 2 de março de 1919 — Jennifer Jones, atriz estado-unidense (m. 2009).
- 2 de março de 1997 — Becky G, cantora estadunidense.
- 3 de março de 1455 — João II de Portugal (m. 1495).
- 3 de março de 1756 — William Godwin, escritor britânico (m. 1836).
- 3 de março de 1876 — Maria da Grécia e Dinamarca, nobre russa (m. 1940).
- 3 de março de 1847 — Alexander Graham Bell, inventor britânico (m. 1922).
- 3 de março de 1989 — Arthur Aguiar, ator e cantor brasileiro.
- 3 de março de 1997 — Camila Cabello, cantora cubano-americana.
- 4 de março de 1394 — Henrique, Duque de Viseu, príncipe português (m. 1460).
- 4 de março de 1800 — Maria Sofia de Thurn e Taxis, duquesa de Württemberg (m. 1870).
- 4 de março de 1887 — Gustavo da Dinamarca (m. 1944).
- 4 de março de 1910 — Tancredo Neves, político brasileiro (m. 1985).
- 4 de março de 1988 — Joshua Bowman, ator britânico.
- 5 de março de 1855 — Sofia Frederica da Áustria (m. 1857).
- 5 de março de 1887 — Heitor Villa-Lobos, compositor brasileiro (m. 1959).
- 5 de março de 1984 — Rômulo Estrela, ator brasileiro.
- 5 de março de 1987 — Lua Blanco, atriz e cantora brasileira.
- 6 de março de 1475 — Michelangelo, pintor, escultor, poeta e arquiteto italiano (m. 1564).
- 6 de março de 1806 — Elizabeth Barrett Browning, poetisa britânica (m. 1861).
- 6 de março de 1817 — Clementina de Orléans, nobre francesa (m. 1907).
- 6 de março de 1871 — Afonso Costa, político e líder republicano português (m. 1937).
- 6 de março de 1903 — Kōjun, imperatriz do Japão (m. 2000).
- 6 de março de 1953 — Natália do Vale, atriz brasileira.
- 6 de março de 1968 — Mara Maravilha, cantora e apresentadora brasileira de televisão.
- 7 de março de 189 — Públio Sétimo Geta, imperador romano (m. 211).
- 7 de março de 1693 — Papa Clemente XIII (m. 1769).
- 7 de março de 1947 — Nívea Maria, atriz brasileira.
- 7 de março de 1980 — Laura Prepon, atriz, escritora e diretora estado-unidense
- 7 de março de 1986 — Olesya Rulin, atriz estado-unidense.
- 8 de março de 1495 — João de Deus, santo português (m. 1550).
- 8 de março de 1748 — Guilherme V, Príncipe de Orange (m. 1806).
- 8 de março de 1806 — Antonio María Esquivel, pintor espanhol (m. 1857).
- 8 de março de 1911 — Maria Bonita, cangaceira brasileira (m. 1938).
- 8 de março de 1929 — Hebe Camargo, apresentadora de televisão e cantora brasileira (m. 2012).
- 8 de março de 1971 — Letícia Sabatella, atriz e cantora brasileira.
- 8 de março de 1982 — Marjorie Estiano, atriz e cantora brasileira.
- 8 de março de 1991 — Devon Werkheiser, ator estado-unidense.
- 9 de março de 1454 — Américo Vespúcio, explorador e cartógrafo italiano (m. 1512).
- 9 de março de 1568 — Luís de Gonzaga, religioso e santo italiano (m. 1591).
- 9 de março de 1859 — João Vaz, pintor português (m. 1931).
- 9 de março de 1983 — Maite Perroni, atriz e cantora mexicana.
- 9 de março de 1995 — Ángel Correa, futebolista argentino.
- 10 de março de 1452 — Fernando II de Aragão (m. 1516).
- 10 de março de 1598 — Afonso Rodrigues, religioso espanhol (m. 1628).
- 10 de março de 1845 — Alexandre III da Rússia (m. 1894).
- 10 de março de 1940 — Chuck Norris, ator estado-unidense.
- 10 de março de 1957 — Osama bin Laden, terrorista saudita (m. 2011).
- 10 de março de 1960 — Aécio Neves, político brasileiro.
- 10 de março de 1964 — Eduardo, Conde de Wessex.
- 10 de março de 1984 — Carol Castro, atriz brasileira.
- 11 de março de 1822 — Januária Maria de Bragança, princesa imperial do Brasil (m. 1901).
- 11 de março de 1892 — Marina Petrovna da Rússia (m. 1981).
- 11 de março de 1997 — Matreya Fedor, atriz canadense.
- 12 de março de 1637 — Ana Hyde, nobre inglesa (m. 1671).
- 12 de março de 1781 — Frederica de Baden (m. 1826).
- 12 de março de 1806 — Jane Pierce, primeira-dama estado-unidense (m. 1863).
- 12 de março de 1878 — Gemma Galgani, santa católica (m. 1903).
- 13 de março de 1753 — Luísa Maria Adelaide de Bourbon, nobre francesa (m. 1821).
- 13 de março de 1764 — Charles Grey, 2.º Conde Grey, político britânico (m. 1845).
- 13 de março de 1907 — Maria Pia de Saxe-Coburgo Gotha e Bragança, escritora, jornalista e famosa pretendente ao trono de Portugal (m. 1995).
- 13 de março de 1985 — Emile Hirsch, ator estado-unidense.
- 13 de março de 1991 — Luan Santana, cantor brasileiro.
- 14 de março de 1807 — Josefina de Leuchtenberg, rainha sueca (m. 1876).
- 14 de março de 1820 — Vítor Emanuel II da Itália (m. 1878).
- 14 de março de 1822 — Teresa Cristina de Bourbon-Duas Sicílias, imperatriz consorte do Brasil (m. 1889).
- 14 de março de 1847 — Castro Alves, poeta brasileiro (m. 1871).
- 14 de março de 1879 — Albert Einstein, físico alemão (m. 1955).
- 14 de março de 1933 — Manoel Carlos, escritor e diretor de televisão brasileiro.
- 14 de março de 1958 — Alberto II de Mônaco.
- 14 de março de 1994 — Louis Spencer, Visconde Althorp, nobre britânico.
- 15 de março de 1493 — Anne de Montmorency, militar, estadista e diplomata francês (m. 1567).
- 15 de março de 1720 — Filipe I de Parma (m. 1765).
- 15 de março de 1767 — Andrew Jackson, político estado-unidense (m. 1845).
- 15 de março de 1993 — Bia Arantes, atriz e modelo brasileira.
- 16 de março de 1751 — James Madison, político estado-unidense (m. 1836).
- 16 de março de 1926 — Jerry Lewis, comediante estado-unidense (m. 2017).
- 16 de março de 2002 — Isabelle Allen, atriz britânica.
- 17 de março de 1473 — Jaime IV da Escócia (m. 1513).
- 17 de março de 1873 — Margaret Bondfield, feminista e política britânica (m. 1953).
- 17 de março de 1945 — Elis Regina, cantora brasileira (m. 1982).
- 17 de março de 1994 — Marcel Sabitzer, futebolista austríaco.
- 18 de março de 1496 — Maria Tudor, Rainha de França (m. 1533).
- 18 de março de 1634 — Madame de La Fayette, escritora francesa (m. 1693).
- 18 de março de 1837 — Grover Cleveland, político estado-unidense (m. 1908).
- 18 de março de 1848 — Luísa, Duquesa de Argyll, nobre britânica (m. 1939).
- 18 de março de 1858 — Rudolf Diesel, inventor alemão (m. 1913).
- 18 de março de 1976 — Giovanna Antonelli, atriz brasileira.
- 18 de março de 1979 — Adam Levine, cantor estado-unidense.
- 19 de março de 1534 — José de Anchieta, missionário jesuíta espanhol no Brasil e santo (m. 1597).
- 19 de março de 1604 — João IV de Portugal (m. 1656).
- 19 de março de 1857 — Maria José de Bragança, infanta portuguesa (m. 1943).
- 19 de março de 2000 — Bárbara Maia, atriz brasileira.
- 20 de março de 1439 — Joana de Portugal, Rainha de Castela (m. 1475).
- 20 de março de 1915 — Sister Rosetta Tharpe, cantora e guitarrista (m. 1973)
- 20 de março de 1811 — Napoleão II de França (m. 1832).
- 20 de março de 1983 — Diguinho, futebolista brasileiro.
- 20 de março de 1990 — Stacy Martin, atriz francesa.
- 21 de março de 1685 — Johann Sebastian Bach, cantor, compositor e músico alemão (m. 1750).
- 21 de março de 1795 — Francisco António, Príncipe da Beira, infante português (m. 1801).
- 21 de março de 1887 — Luís Filipe, Príncipe Real de Portugal (m. 1908).
- 21 de março de 1955 — Jair Bolsonaro, político brasileiro.
- 21 de março de 1960 — Ayrton Senna, automobilista brasileiro (m. 1994).
- 21 de março de 1980 — Ronaldinho Gaúcho, futebolista brasileiro.
- 21 de março de 1990 — César Cardadeiro, ator brasileiro.
- 21 de março de 2000 — Jace Norman, ator norte-americano.
- 22 de março de 1581 — Gregória de Habsburgo, nobre austríaca (m. 1597).
- 22 de março de 1797 — Guilherme I da Alemanha (m. 1888).
- 22 de março de 1976 — Vladimir Brichta, ator brasileiro.
- 23 de março de 1732 — Maria Adelaide de França (m. 1800).
- 23 de março de 1769 — William Smith, geólogo britânico (m. 1839).
- 23 de março de 1994 — Nick Powell, futebolista britânico.
- 23 de março de 1996 — Alexander Albon, automobilista tailandês.
- 24 de março de 480 — Bento de Núrsia, monge italiano e fundador da Ordem dos Beneditinos (m. 543).
- 24 de março de 1826 — Matilda Joslyn Gage, ativista estado-unidense (m. 1898).
- 24 de março de 1837 — Filipe, conde de Flandres (m. 1905).
- 24 de março de 1974 — Alyson Hannigan, atriz estado-unidense.
- 24 de março de 1986 — Nathalia Dill, atriz brasileira.
- 25 de março de 1347 — Catarina de Siena, santa italiana (m. 1380).
- 25 de março de 1767 — Joaquim Murat, Rei de Nápoles (m. 1815).
- 25 de março de 1782 — Carolina Bonaparte, nobre francesa (m. 1839).
- 25 de março de 1921 — Alexandra da Grécia e Dinamarca (m. 1993).
- 25 de março de 1984 — Katharine McPhee, cantora estado-unidense.
- 26 de março de 1826 — Isabel de Saxe-Altemburgo (m. 1896).
- 26 de março de 1944 — Diana Ross, cantora e compositora estado-unidense.
- 26 de março de 1979 — Juliana Paes, atriz brasileira.
- 26 de março de 2005 — Ella Anderson, atriz estado-unidense.
- 27 de março de 1416 — Francisco de Paula, santo italiano (m. 1507).
- 27 de março de 1785 — Luís XVII de França (m. 1795).
- 27 de março de 1960 — Renato Russo, cantor e compositor brasileiro (m. 1996).
- 27 de março de 1963 — Xuxa Meneghel, apresentadora e cantora brasileira.
- 27 de março de 1969 — Mariah Carey, cantora e compositora estado-unidense.
- 27 de março de 1975 — Fergie, cantora estado-unidense.
- 28 de março de 1515 — Teresa de Ávila, religiosa e poetisa espanhola (m. 1582).
- 28 de março de 1810 — Alexandre Herculano, escritor e historiador português (m. 1877).
- 28 de março de 1901 — Marta da Suécia (m. 1954).
- 28 de março de 1908 — Luís Viana Filho, historiador e político brasileiro (m. 1990).
- 28 de março de 1910 — Ingrid da Suécia (m. 2000).
- 28 de março de 1970 — Vince Vaughn, ator estado-unidense.
- 28 de março de 1986 — Lady Gaga, cantora estado-unidense.
- 28 de março de 1993 — Juliana Paiva, atriz brasileira.
- 28 de março de 1996 — Polliana Aleixo, atriz brasileira.
- 29 de março de 1788 — Carlos de Bourbon, Conde de Molina, nobre espanhol (m. 1855).
- 29 de março de 1790 — John Tyler, político norte-americano (m. 1862).
- 29 de março de 1930 — Lima Duarte, ator, diretor e dublador brasileiro.
- 29 de março de 1958 — Pedro Bial, jornalista brasileiro.
- 29 de março de 1983 — Vanessa Giácomo, atriz brasileira.
- 29 de março de 2000 — Caio Manhente, ator brasileiro.
- 30 de março de 1746 — Francisco de Goya, pintor espanhol (m. 1828).
- 30 de março de 1853 — Vincent van Gogh, pintor neerlandês (m. 1890).
- 30 de março de 1993 — Anitta, cantora brasileira.
- 31 de março de 1499 — Papa Pio IV (m. 1565).
- 31 de março de 1519 — Henrique II de França (m. 1559).
- 31 de março de 1596 — René Descartes, matemático francês (m. 1650).
- 31 de março de 1718 — Mariana Vitória de Bourbon, rainha-consorte de Portugal (m. 1781).
- 31 de março de 1723 — Frederico V da Dinamarca (m. 1766).
- 31 de março de 1900 — Henrique, Duque de Gloucester, nobre britânico (m. 1974).
- 31 de março de 1985 — Jessica Szohr, atriz e modelo norte americana.
- 31 de março de 2000 — Joshua Kyle Beauchamp, dançarino canadense, grupo Now United.
- 31 de março de 2001 — Noah Jacob Urrea, cantor e dançarino estado-unidense, grupo Now United.

## Mortes
- 1 de março de 589 — São David, santo galês (n. 500).
- 1 de março de 1510 — Francisco de Almeida explorador português (n. 1460).
- 1 de março de 1672 — Maria Teresa de França (n. 1667).
- 1 de março de 1923 — Ruy Barbosa, jurista, jornalista e político brasileiro (n. 1849).
- 6 de março de 1251 — Rosa de Viterbo, santa católica italiana (n. 1233).
- 6 de março de 1954 — Carlos Eduardo, Duque de Saxe-Coburgo-Gota (n. 1884).
- 6 de março de 2013 — Chorão, cantor, compositor, cineasta e empresário brasileiro (n. 1970).
- 6 de março de 2016 — Nancy Reagan, primeira-dama dos EUA 1981-1989 (n. 1921).
- 8 de março de 1844 — Carlos XIV João da Suécia (n. 1763).
- 8 de março de 2015 — Inezita Barroso, cantora e apresentadora brasileira (n. 1925).
- 14 de março de 1883 — Karl Marx, filósofo, sociólogo, historiador, economista e jornalista prussiano (n. 1818).
- 14 de março de 2018 — Stephen Hawking, astrofísico e cosmólogo britânico.
- 19 de março de 1746 — Ana Leopoldovna, nobre russa (n. 1718).
- 19 de março de 1898 — Cruz e Sousa, poeta brasileiro (n. 1861).
- 21 de março de 547 — Bento de Núrsia, monge italiano e fundador da Ordem dos Beneditinos (n. 480).
- 21 de março de 1556 — Tomás Cranmer, reformador e religioso inglês (n. 1489).
- 21 de março de 1617 — Pocahontas, nativa americana (n. c. 1595).
- 21 de março de 2014 — Canarinho, humorista brasileiro (n. 1927).
- 25 de março de 1625 — Giambattista Marino, poeta italiano (n. 1569).
- 25 de março de 1997 — Baltasar, futebolista brasileiro (n. 1926).
- 26 de março de 1211 — Sancho I de Portugal (n. 1154).
- 26 de março de 1827 — Ludwig van Beethoven, compositor alemão (n. 1770).
- 29 de março de 1792 — Gustavo III da Suécia (n. 1746).
- 29 de março de 1937 — Karol Szymanowski, compositor polonês (n. 1882).
- 29 de março de 2011 — José Alencar, político brasileiro (n. 1931).